# Dominique Lapierre
Dominique Lapierre (La Rochelle, Francia, 30 de julio de 1931-Sainte-Maxime, Provenza-Alpes-Costa Azul, 2 de diciembre de 2022) fue un escritor francés, autor de los best-seller La ciudad de la alegría, Mil soles, Esta noche la libertad, Era medianoche en Bhopal y de Más grandes que el amor, varios de ellos en colaboración con Larry Collins. Entre 1954 y 1967 trabajó como reportero para la revista Paris Match.

## La Ciudad de la Alegría
Su libro más importante y conocido, La ciudad de la alegría (1985), se desarrolla en Calcuta y cuenta la historia de los habitantes de un miserable barrio de chabolas. Allí, el autor pasó dos años investigando y documentando la vida de sus vecinos, conviviendo con afectados por la desigualdad social, el desempleo, la enfermedad y la miseria. El libro vendió millones de ejemplares en más de treinta idiomas. Cumpliendo con una promesa, el autor destinó la mitad de las ganancias a los habitantes del barrio de chabolas.[cita requerida] A continuación, dio conferencias y organizó colectas cuyo traspaso a la India él mismo supervisó, lo mismo que el cumplimiento de las obras.[cita requerida] Además de obras destinadas a mejorar la salud de los habitantes, realizó obras de irrigación en los terrenos de las aldeas de campesinos de pocos recursos.[cita requerida]
Basada en su libro, en 1992 se filmó la película  La ciudad de la alegría, dirigida por Roland Joffé.

## Obras

### Novelas
- El quinto jinete (Le Cinquième Cavalier) (1980), con Larry Collins
- La ciudad de la alegría (La Cité de la joie) (1985)
- Más grandes que el amor (Plus grands que l'amour) (1990)
- ¿Arde Nueva York? (New York brûle-t-il?) (2004), con Larry Collins

### No ficción
Autobiografías
- Mil soles (Mille soleil) (1997), memorias
- India mon amour (Inde ma bien-aimée) (2010), memorias

Biografías
- Chessman me dijo (Chessman m'a dit) (1960)
- ...O llevarás luto por mí (...Ou tu porteras mon deuil) (1968), con Larry Collins

Historia
- ¿Arde París? (Paris brûle-t-il?) (1965), con Larry Collins
- Oh, Jerusalén (Ô Jérusalem) (1972), con Larry Collins
- Esta noche la libertad (Cette nuit la liberté) (1975), con Larry Collins
- Era medianoche en Bhopal (Il était minuit cinq à Bhopal) (2001), con Javier Moro
- Un arco iris en la noche (Un arc-en-ciel dans la nuit) (2008)

Viajes
- Un dólar cada mil kilómetros (Un dollar les mille kilomètres) (1949)
- Érase una vez la URSS (Il était une fois l'URSS) (2005), con Jean-Pierre Pedrazzini
- Luna de miel alrededor del mundo (Lune de miel autour de la Terre) (2005)

## Adaptaciones
- ¿Arde París? (1966), película dirigida por René Clément, basada en el libro ¿Arde París?
- La ciudad de la alegría (1992), película dirigida por Roland Joffé, basada la novela La ciudad de la alegría
- Una nube sobre Bhopal (2001), documental dirigido por Gerardo Olivares y Larry Levene, basado en el libro Era medianoche en Bhopal
- El último virrey de la India (2017), película dirigida por Gurinder Chadha, basada en el libro Esta noche la libertad